# Mário Castrim
Mário Castrim, pseudónimo de Manuel Nunes da Fonseca (Ílhavo, 31 de julio de 1920 - Lisboa, 15 de octubre de 2002), fue un periodista, escritor y crítico de televisión portugués.
Fue profesor de enseñanzas técnicas en la Escuela de Enseñanza Secundaria Ferreira Borges, pero abandonó esa actividad en 1965. Creó junto con Augusto da Costa Dias en 1963 el Diário de Lisboa Juvenil, donde se formaron grandes nombres intelectuales, escritores y periodistas de la actualidad portuguesa como José Agostinho Baptista, Joaquim Pessoa, Vítor Oliveira Jorge, Hélia Correia y Maria Regina Louro. Escribió una vasta obra en el campo del teatro radiofónico para niños.
Trabajó en el Diário de Lisboa y una vez que este periódico cerró en 1990 se encargó de la crítica televisiva en el semanario Tal & Qual, donde debido a las altas cotas de exigencia y calidad que pedía de la televisión se ganó la fama de intolerante. Trabajó también para el periódico Avante!, del Partido Comunista Portugués, en el que militaba y durante los últimos diez años de su vida lo hizo para la revista Audácia de los Misioneros Combonianos, de cuyos textos salieron tres libros para niños titulados O lugar do televisor.
Estaba casado con la escritora y periodista Alice Vieira y fue padre de la también escritora y periodista Catarina Fonseca. 

## Obras
- Histórias com Juízo
- O Cavalo do Lenço Amarelo é Perigoso
- Colóquio
- Estas São as Letras
- Nome de Flor
- Com os Fantasmas não se Brinca
- A Caminho de Fátima
- Histórias com Juízo
- Váril, O Herói
- As Mil e Uma Noites
- A Moeda do Sol
- As aventuras da girafa Gira Gira
- O Caso da Rua Jaú
- Contar e Cardar
- Televisão e Censura
- Histórias da Televisão Portuguesa[1]

Escribió también libros de poesía:
- Nome de Flor
- Viagens
- Do livro dos Salmos